# Каслгрегори
Каслгрегори (англ. Castlegregory; ирл. Caisleán Ghriaire) — деревня в Ирландии, находится в графстве Керри (провинция Манстер), в северной части полуострова Дингл, посередине между городами Трали и Дингл.

## Демография

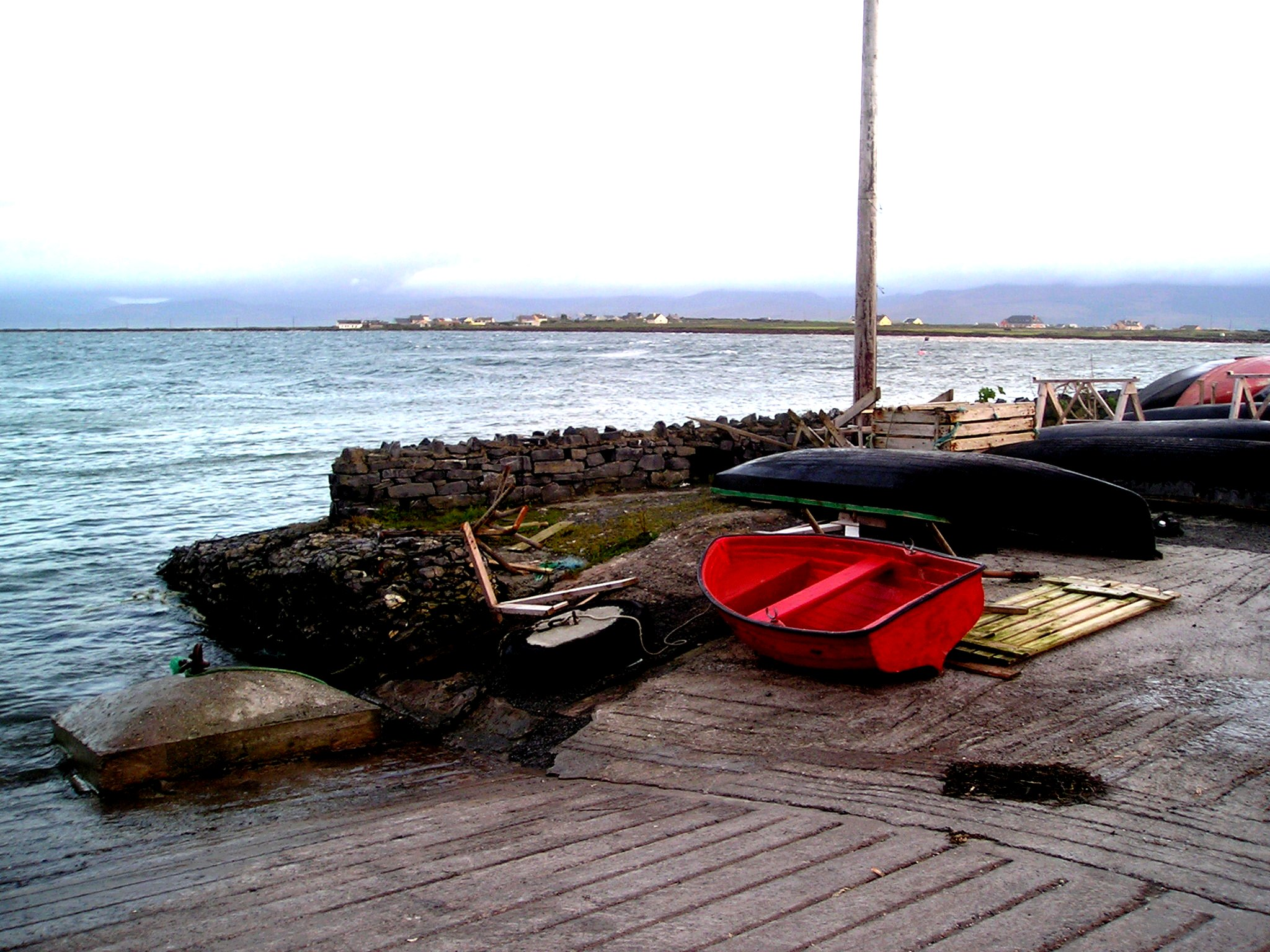
Гавань близ деревни

Население — 205 человек (по переписи 2006 года). В 2002 году население составляло 186 человек.
Данные переписи 2006 года:
| Общие демографические показатели |               |                               |                               |      |      |
| Всё население                    | Всё население | Изменения населения 2002—2006 | Изменения населения 2002—2006 | 2006 | 2006 |
| 2002                             | 2006          | чел.                          | %                             | муж. | жен. |
| 186                              | 205           | 19                            | 10,2                          | 112  | 93   |